# Okres Písek

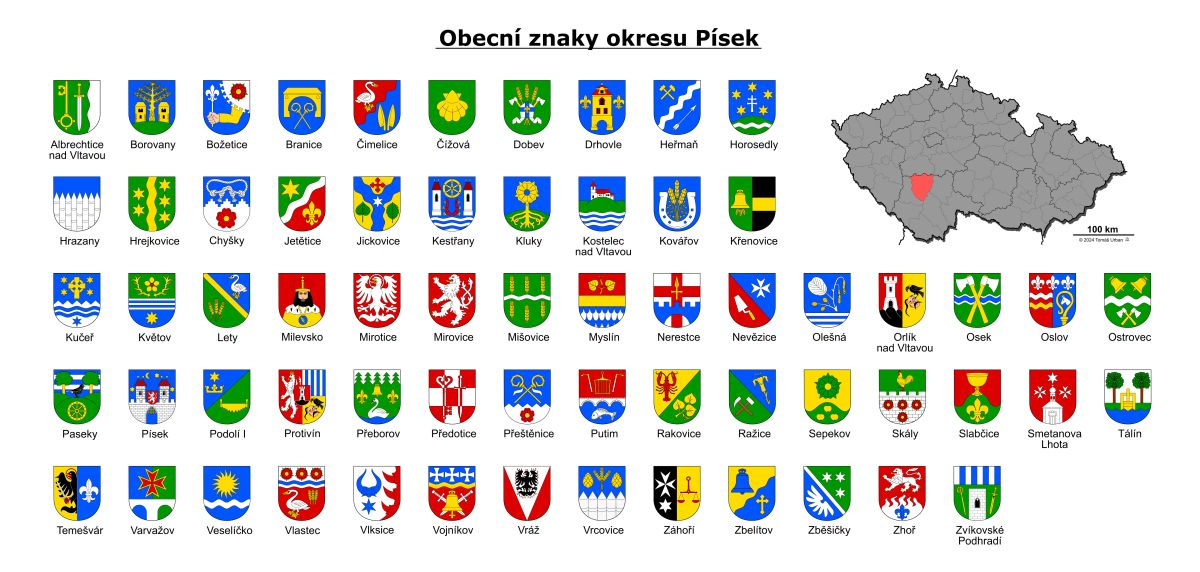
Přehled obecních znaků okresu Písek

Okres Písek je okres v Jihočeském kraji. Jeho dřívějším sídlem byl Písek, který se nachází v jeho jihozápadní části.
Okres je vymezen správními obvody obcí s rozšířenou působností Milevsko a Písek.
Sousedí s jihočeskými okresy České Budějovice, Tábor a Strakonice a středočeským okresem Příbram. Písek a Milevsko jsou města s pověřeným obecním úřadem.

## Struktura povrchu
K 31. prosinci 2003 měl okres celkovou plochu 1 138,13 km², z toho:
- 55,97 % zemědělských pozemků, které z 75,77 % tvoří orná půda (42,41 % rozlohy okresu)
- 44,03 % ostatní pozemky, z toho 74,48 % lesy (32,79 % rozlohy okresu)

Severní část okresu je více zvlněná a větší plochu zde zaujímají lesy, naopak jižněji od Písku je krajina rovinatá s velkým významem zemědělství a rybníkářství. Rozsáhlé lesní plochy se nacházejí také i v Píseckých horách a údolí řek Otavy, Vltavy, Skalice a Lomnice.

## Demografické údaje
Data k 1. 1. 2021:
| Popis          | Celkem | Ženy           | Muži           |
| -------------- | ------ | -------------- | -------------- |
| počet obyvatel | 71 588 | 36 261 50,65 % | 35 327 49,34 % |

- hustota zalidnění: 63,52 ob./km²
- 66,68 % obyvatel žije ve městech

### Největší města
| Město    | Počet obyvatel k 1.1.2021 |
| -------- | ------------------------- |
| Písek    | 30 379                    |
| Milevsko | 8 185                     |
| Protivín | 4 760                     |
| Mirovice | 1 624                     |
| Mirotice | 1 237                     |

### Školství
(2003)
| Druh školy                     | Počet škol |
| ------------------------------ | ---------- |
| Mateřské školy                 | 36         |
| Základní školy                 | 21         |
| Gymnázia                       | 2          |
| Střední školy průmyslové školy | 7          |
| Střední odborná učiliště       | 2          |
| Vyšší odborné školy            | 3          |

### Zdravotnictví
(2003)
| Lékaři                          | 228 |
| Nemocnice                       | 1   |
| Specializovaná léčebná zařízení | 2   |
| Zubní lékaři                    | 29  |
| Lékárny                         | 19  |

### Zdroj
- Český statistický úřad

## Silniční doprava
Okresem prochází část dálnice D4, dále silnice I. třídy I/4, I/19, I/20, I/22 a I/29.
Silnice II. třídy II/102, II/105, II/121, II/123, II/138, II/139, II/140, II/159, II/175 a II/604.

## Železniční doprava
Okresem prochází železniční tratě : Plzeň – České Budějovice, Tábor–Ražice, Zdice–Protivín. 

## Seznam obcí a jejich částí
Města jsou uvedena tučně, městyse kurzívou, části obcí malince.
Albrechtice nad Vltavou (Hladná • Chřešťovice • Jehnědno • Údraž • Újezd) •
Bernartice (Bilinka • Bojenice • Dvůr Leveč • Jestřebice • Kolišov • Ráb • Rakov • Srlín • Svatkovice • Zběšice) •
Borovany •
Boudy •
Božetice (Radihošť) •
Branice •
Cerhonice (Obora u Cerhonic) •
Čimelice (Krsice) •
Čížová (Borečnice • Bošovice • Krašovice • Nová Ves • Topělec • Zlivice) •
Dobev (Malé Nepodřice • Nová Dobev • Oldřichov • Stará Dobev • Velké Nepodřice) •
Dolní Novosedly (Horní Novosedly • Chrastiny) •
Drhovle (Brloh • Drhovle Ves • Drhovle Zámek • Dubí Hora • Chlaponice • Mladotice • Pamětice) •
Heřmaň •
Horosedly •
Hrazany (Dobrošov • Hrazánky • Klisinec) •
Hrejkovice (Chlumek • Níkovice • Pechova Lhota) •
Chyšky (Branišov • Branišovice • Hněvanice • Hrachov • Kvašťov • Květuš • Mezný • Nálesí • Nosetín • Nová Ves • Podchýšská Lhota • Radíkovy • Ratiboř • Ratibořec • Rohozov • Růžená • Vilín • Voděrady • Záluží) •
Jetětice (Červená) •
Jickovice (Varta) •
Kestřany (Lhota u Kestřan • Zátaví) •
Kluky (Březí • Dobešice) •
Kostelec nad Vltavou (Přílepov • Sobědraž • Zahrádka) •
Kovářov (Březí • Dobrá Voda • Hostín • Chrást • Kotýřina • Lašovice • Onen Svět • Předbořice • Radvánov • Řenkov • Vepice • Vesec • Vladyčín • Zahořany • Záluží • Žebrákov) •
Kožlí •
Králova Lhota (Laziště) •
Křenovice •
Křižanov •
Kučeř •
Květov (Vůsí) •
Lety (Pukňov • Šerkov) •
Milevsko (Dmýštice • Klisín • Něžovice • Rukáveč • Velká) •
Minice •
Mirotice (Bořice • Jarotice • Lučkovice • Obora u Radobytec • Radobytce • Rakovické Chalupy • Stráž • Strážovice) •
Mirovice (Boješice • Kakovice • Ohař • Plíškovice • Ráztely • Řeteč • Sochovice • Touškov) •
Mišovice (Draheničky • Pohoří • Slavkovice • Svučice) •
Myslín •
Nerestce (Dolní Nerestce • Horní Nerestce) •
Nevězice •
Okrouhlá •
Olešná •
Orlík nad Vltavou (Staré Sedlo) •
Osek •
Oslov (Svatá Anna • Tukleky) •
Ostrovec (Dědovice • Dolní Ostrovec • Horní Ostrovec) •
Paseky (Nuzov) •
Písek (Vnitřní Město • Budějovické Předměstí • Pražské Předměstí • Václavské Předměstí • Hradiště • Nový Dvůr • Purkratice • Semice • Smrkovice) •
Podolí I (Podolsko • Rastory) •
Probulov •
Protivín (Chvaletice • Krč • Maletice • Milenovice • Myšenec • Selibov • Těšínov • Záboří) •
Přeborov •
Předotice (Kožlí u Čížové • Křešice • Malčice • Podolí II • Šamonice • Soběšice • Třebkov • Vadkovice) •
Přeštěnice (Držkrajov • Mlčkov • Týnice) •
Putim •
Rakovice •
Ražice (Štětice) •
Sepekov (Líšnice • Zálší) •
Skály (Budičovice) •
Slabčice (Březí • Nemějice • Písecká Smoleč) •
Smetanova Lhota (Karlov • Vrábsko) •
Stehlovice •
Tálín (Kukle) •
Temešvár •
Varvažov (Štědronín-Plazy • Zbonín) •
Veselíčko (Bilina) •
Vlastec (Červený Újezdec • Struhy) •
Vlksice (Dobřemilice • Klokočov • Střítež) •
Vojníkov (Držov • Louka) •
Vráž (Jistec • Nová Vráž • Stará Vráž) •
Vrcovice •
Záhoří (Dolní Záhoří • Horní Záhoří • Jamný • Kašina Hora • Svatonice • Třešně) •
Zbelítov •
Zběšičky (Hanov • Popovec) •
Zhoř (Blehov • Březí • Osletín • Zbislav) •
Zvíkovské Podhradí •
Žďár (Nová Ves u Protivína • Žďárské Chalupy)

### Změna hranice okresu
Do 23. listopadu 1990 byla v okrese Písek také obec:
- Nadějkov - poté okres Tábor

Do 1. ledna 2007 byla v okrese Písek také obec:
- Dražíč – poté okres České Budějovice

## Řeky
- Blanice
- Lomnice
- Otava
- Skalice
- Vltava
- Brzina
- Smutná